# Musée des Beaux-Arts de Leipzig
Le musée des Beaux-Arts de Leipzig, (Museum der bildenden Künste) est un musée allemand fondé en 1848 au Bastion Maurice et consacré aux beaux-arts.
Il s'étend aujourd'hui sur 7 000 m2.

## Historique
Les collections du musée sont établies en 1848 par plusieurs personnalités de la ville de Leipzig qui parviennent à rassembler près de 3 000 œuvres des écoles de peinture allemandes et hollandaises. Son bâtiment est édifié dix ans plus tard, en 1858.
Lors de la Seconde Guerre mondiale, le musée est détruit par un bombardement le 4 décembre 1943. La partie des collections qui lui survit est sauvegardée dans plusieurs installations au cours des années.
En 1997, le bureau d'architectes Hufnagel/Pütz/Rafaelian remporte le concours pour la construction d'un nouveau bâtiment pour le musée. Inauguré le 4 décembre 2004 le nouvel édifice est un cube de verre de 36 m de hauteur situé dans le centre de la ville.
Une cour intérieure monumentale, barrant le carré au milieu, s'élève jusqu'au faîte de l'édifice. À chaque étage, la vue sur l'extérieur est possible. Les pièces ont des formats variés.
Le cuboïde, qui se dressait initialement comme un solitaire sur la place, est encadré par des bâtiments angulaires aux quatre coins depuis 2017. Dans le bloc entre Katharinenstraße, Brühl, Reichsstraße et Böttchergäßchen un nouveau quartier du musée a vu le jour en 15 ans.
Outre les salles d'exposition, le musée compte avec une bibliothèque en libre accès, dont le fonds date de 1837.

## Collections

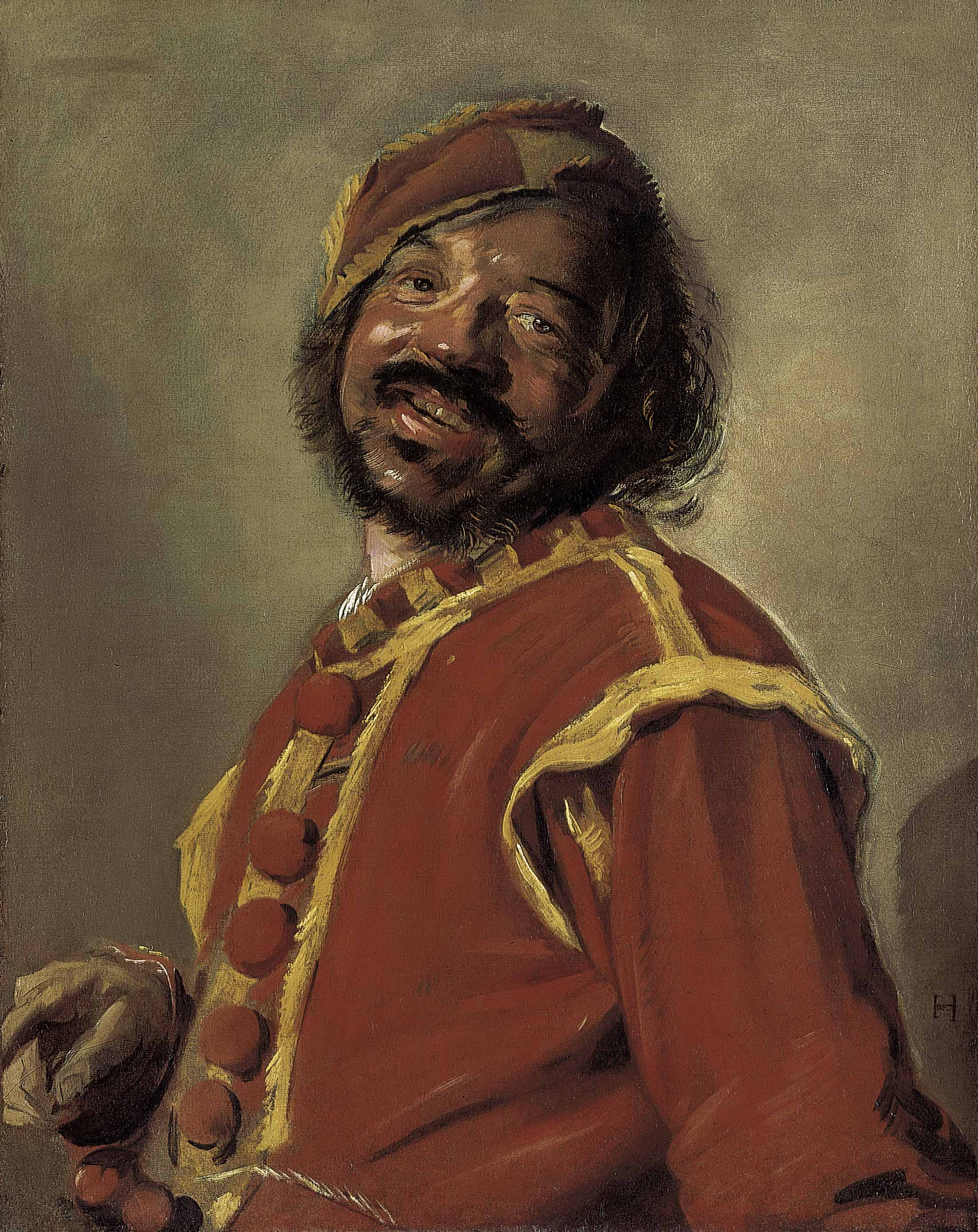
Frans Hals, Le Mulâtre, 1627

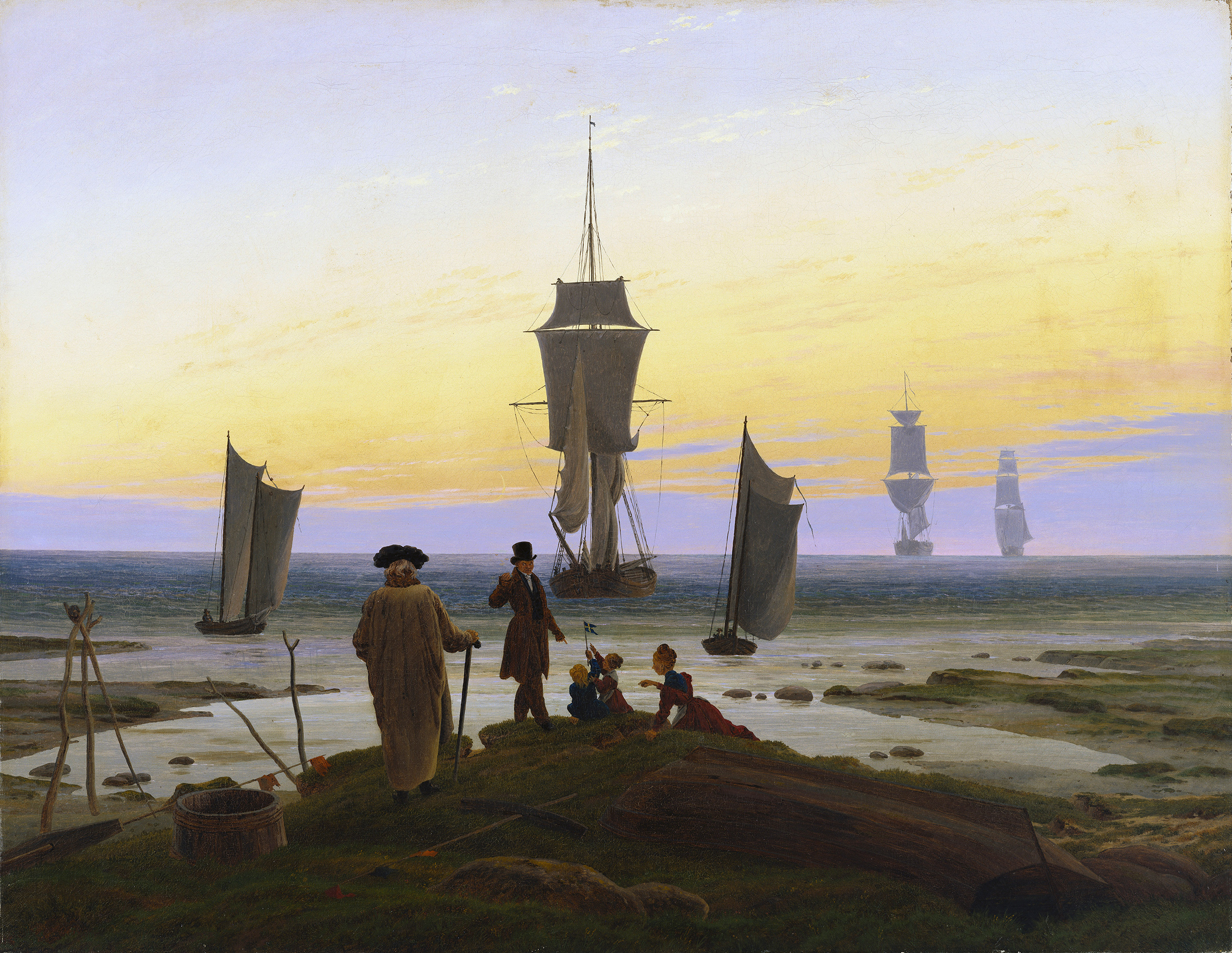
Caspar David Friedrich, Les Âges de la Vie, 1835

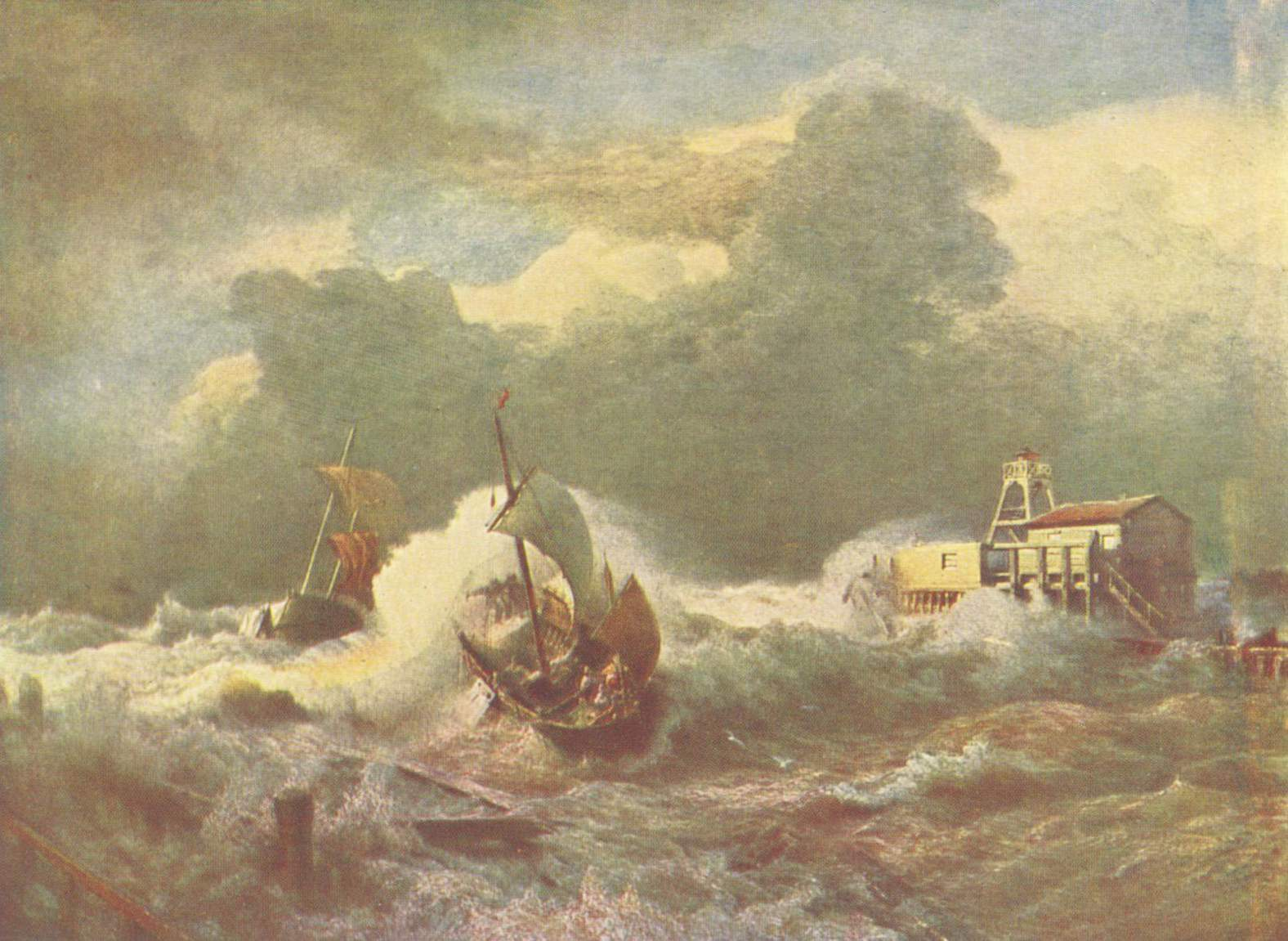
Andreas Achenbach, Phare à Ostende, 1887

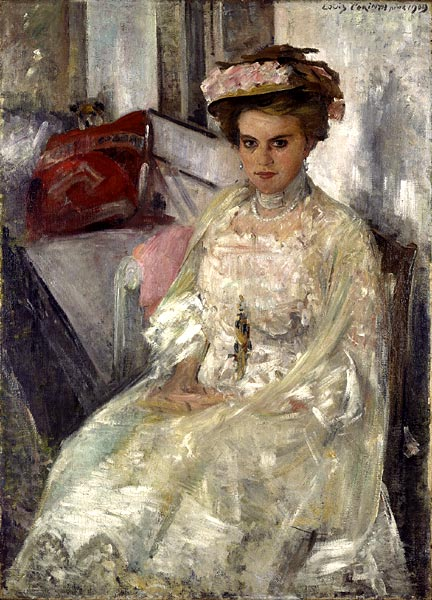
Lovis Corinth, Frau Douglas, 1909

La collection actuelle comprend environ 3 500 peintures, 1 000 sculptures et 60 000 feuilles graphiques. Elle comprend des œuvres de la fin du Moyen Âge à nos jours, se concentrant sur l'art allemand ancien et les débuts de la peinture des Pays-Bas aux XVe et XVIe siècles, l'art italien du XVe au XVIIIe siècle, l'art hollandais du XVIIe siècle, l'art français du XIXe et l'art allemand du XVIIIe au XXe siècle.
Des pièces importantes de la collection sont des œuvres de maîtres anciens hollandais et allemands comme Frans Hals et Lucas Cranach l'Ancien, des romantiques comme Caspar David Friedrich et des représentants de l'école de peinture de Düsseldorf comme Andreas Achenbach. Le point culminant de la collection de sculptures présente la sculpture de Beethoven par Max Klinger. Un étage complet est consacré aux œuvres de Max Klinger et Max Beckmann.
Dans le domaine de l'art moderne, le musée met en lumière les peintres de l'école de Leipzig comme Werner Tübke, Bernhard Heisig et Wolfgang Mattheuer ou des artistes internationaux actuellement très populaires comme Neo Rauch et Daniel Richter.
Cependant, il existe de grandes lacunes dans cette division de la peinture internationale. Celles-ci résultent historiquement de la période RDA et de la situation financière tendue de la ville (le budget d'achat du musée pour 2005 ne s'élevait qu'à 75 000 euros) et ne peuvent être facilement compensées. Le musée tente de répondre à ce problème en expérimentant des combinaisons inhabituelles d'œuvres de différentes époques, ouvrant aux visiteurs de nouvelles perspectives.
À l'avenir, le musée dépendra de l'expansion de son inventaire grâce à des dons et des prêts permanents. La tradition du XIXe siècle a commencé avec des fondations généreuses, qui ont conduit à la fondation du musée. À l'occasion de l'ouverture du nouveau bâtiment, en 2004, le couple de collectionneurs d'art Dr. Hans-Peter Bühler et Marion Buehler-Brockhaus a fait don de 41 œuvres d'artistes français, dont Jean-Baptiste Corot, Charles-François Daubigny, Jean-François Millet, Eugène Delacroix, Edgar Degas et Claude Monet, montrant le développement de l'art du XIXe siècle de l'école de Barbizon à l'impressionnisme. Récemment, le musée a reçu de BMW, engagé culturellement depuis l’implantation de sa nouvelle usine dans la ville, la collection de photos « AutoWerke » (Arts automobiles). Une mosaïque exposée dans le foyer est dédiée en reconnaissance aux plus grands bienfaiteurs du musée.

### Quelques œuvres
- La Visitation, par Rogier van der Weyden (vers 1435-1440).
- Les Sept Âges de la femme, par Hans Baldung (1544).
- Mademoiselle Lange en Vénus, par Anne-Louis Girodet (1798).
- Les Âges de la vie, par Caspar David Friedrich (1834).
- L'Île des morts, par Arnold Böcklin (1886).